# Rose Rock International Finance Center
El Rose Rock International Finance Center es un rascacielos que estuvo propuesto para la ciudad china de Tianjin en el distrito financiero de Yujiapu, la torre estuvo financiada por la empresa Rose Rock Group, diseñada por el grupo de arquitectura Bjarke Ingels Group (BIG).
El 12 de febrero de 2012 fue aprobado el proyecto, lo que lo iba a convertir en el edificio más alto de la ciudad cuando finalizara su construcción con una altura de 588 metros. Su obras se esperaban que comenzaran en el 2013, pero tras varios retrasos, al final las obras se paralizaron.

## Distrito Financiero de Yujiapu
El proyecto es el epicentro del nuevo distrito financiero que actualmente se encuentra en construcción cerca del río Hai, que atraviesa la ciudad. De acuerdo con la planificación inicial del distrito financiero de Yujiapu , en la zona se iniciará la planificación y construcción de edificios de más de 50.000 metros cuadrados cada uno, el área de construcción total es de 3.000.000 metros cuadrados. Estos edificios incluyen: centros de servicios múltiples, un centro de convenciones, edificios de oficinas y proyectos públicos, además de una avenida central. En este momento, la construcción del distrito ha comenzado y no hay fecha de finalización del proyecto.